# سیارک ۸۴۰۹۵
سیارک ۸۴۰۹۵ (به انگلیسی: 84095 Davidjohn، نامگذاری:2002QV48) هشتاد و چهار هزار و نود و پنجمین سیارک کشف شده‌است که در ۲۰ اوت ۲۰۰۲ کشف شد.